# Югославия на зимних Олимпийских играх 1972
Югославия на Зимних Олимпийских играх 1972 года была представлена 26 спортсменами, которые соревновались в четырёх видах спорта. Это было девятое участи югославских спортсменов на зимних Олимпийских играх.
Знаменосцем команды был хоккеист Виктор Равник для которого это была уже третья Олимпиада.
Лучшего результата на соревнованиях добились Данило Пудгар, занявший 8 место по прыжкам с 90-метрового трамплина и
Петер Штефанчич, занявший 10 место по прыжкам с 70-метрового трамплина.

## Результаты соревнований

### Прыжки на лыжах с трамплина

#### Обычный (70-метровый) трамплин
6 февраля 1972, 10:00 местное время. Лыжный трамплин Мияномори
Участвовало 56 спортсменов из 16 стран.
| Место | Спортсмены      | Длина (метры) | Очки  |
| ----- | --------------- | ------------- | ----- |
| 10    | Петер Штефанчич | 77,0 / 77,5   | 218,1 |
| 27    | Данило Пудгар   | 79,5 / 68,5   | 204,7 |
| 35    | Драго Пудгар    | 73,5 / 73,5   | 197,1 |
| 37    | Марьян Месек    | 74,0 / 71,0   | 195,4 |

#### Большой (90-метровый) трамплин
11 февраля 1972, 10:00 местное время. Лыжный трамплин Окураяма
Участвовало 52 спортсмена из 15 стран.
Неожиданностью стал прыжок в первой попытке победителя соревнований Войцеха Фортуны, который прыгнул на расстояние 111 метров.
Лучшим среди югославских спортсменов стал Данило Пудгар, занявший 8 место.
| Место | Спортсмены      | Длина (метры) | Очки  |
| ----- | --------------- | ------------- | ----- |
| 8     | Данило Пудгар   | 97,5 / 97,5   | 206,5 |
| 23    | Драго Пудгар    | 91,5 / 84,0   | 179,7 |
| 37    | Марьян Месек    | 83,0 / 84,5   | 162,5 |
| 48    | Петер Штефанчич | 79,0 / 84,0   | 145,2 |

### Горнолыжный спорт

#### Гигантский слалом
Соревнования по гигантскому слалому проходили 9 и 10 февраля. Лишь 47 спортсменов завершили соревнование.
| Спортсмен    | 1-я попытка | 1-я попытка | 2-я попытка | 2-я попытка | Итоговое время | Место |
| Спортсмен    | Время       | Место       | Время       | Место       | Итоговое время | Место |
| ------------ | ----------- | ----------- | ----------- | ----------- | -------------- | ----- |
| Марко Кавчич | 1:39.01     | 35          | 1:46.08     | 34          | 3:25.09        | 31    |

#### Слалом
Соревнования проходили 12 и 13 февраля 1972 года на горнолыжном курорте Саппоро Тэйнэ.
Лишь 37 из 72 спортсменов завершили соревнование.
| Спортсмены   | Классификация | Классификация | Финал | Финал | Финал | Финал | Финал | Финал |
| Спортсмены   | Время         | Место         | Время | Место | Время | Место | Время | Место |
| ------------ | ------------- | ------------- | ----- | ----- | ----- | ----- | ----- | ----- |
| Марко Кавчич | 1:44.53       | 3             | DSQ   | -     | -     | -     | DSQ   | -     |

### Лыжное двоеборье
Соревнования по лыжному двоеборью проходили в двух дисциплинах: прыжки с трамплина (70 метров) и бег на 15 километров. В соревнованиях приняли участие 40 спортсменов. Сборную Югославии представлял Янез Горянк
| Спортсмены  | Прыжки с трамплина | Прыжки с трамплина | Прыжки с трамплина | Прыжки с трамплина | Прыжки с трамплина | Бег 15 километров | Бег 15 километров | Бег 15 километров | Очки    | Место |
| Спортсмены  | 1-я попытка        | 2-я попытка        | 3-я попытка        | Очки               | Место              | Время             | Очки              | Место             | Очки    | Место |
| ----------- | ------------------ | ------------------ | ------------------ | ------------------ | ------------------ | ----------------- | ----------------- | ----------------- | ------- | ----- |
| Янез Горянк | 66.7 (32)          | 78.3 (27)          | 77.5 (27)          | 155.8              | 28                 | 52:40.1           | 181.720           | 31                | 337.520 | 32    |

### Хоккей
Сборная Югославии участвовала на Олимпиаде в третий раз.
В предварительном матче югославы проиграли сборной Швеции со счётом 1:8 и продолжила выступление в турнире за 7—12 места.
Состав сборной:
- Вратари: трёхкратный участник Олимпиад Антон Йоже Гале, двукратный участник Олимпиад Руди Кнез.
- Защитники: трёхкратный участник Олимпиад Виктор Равник
- Нападающие: трёхкратный участник Олимпиад Ян Бого.